# ÁTVR
ÁTVR oder ausgeschrieben Áfengis- og tóbaksverslun ríkisins ist der „Alkohol- und Tabakverkauf des Staates“ in Island.
Nur in den 48 Vínbúðin-Verkaufsstellen im Land dürfen Getränke mit mehr als 2,25 % vol. Alkoholgehalt verkauft werden. Umgangssprachlich werden sie auch Ríkið (der Staat) genannt.